# Centro de Congresos de los Países Bajos

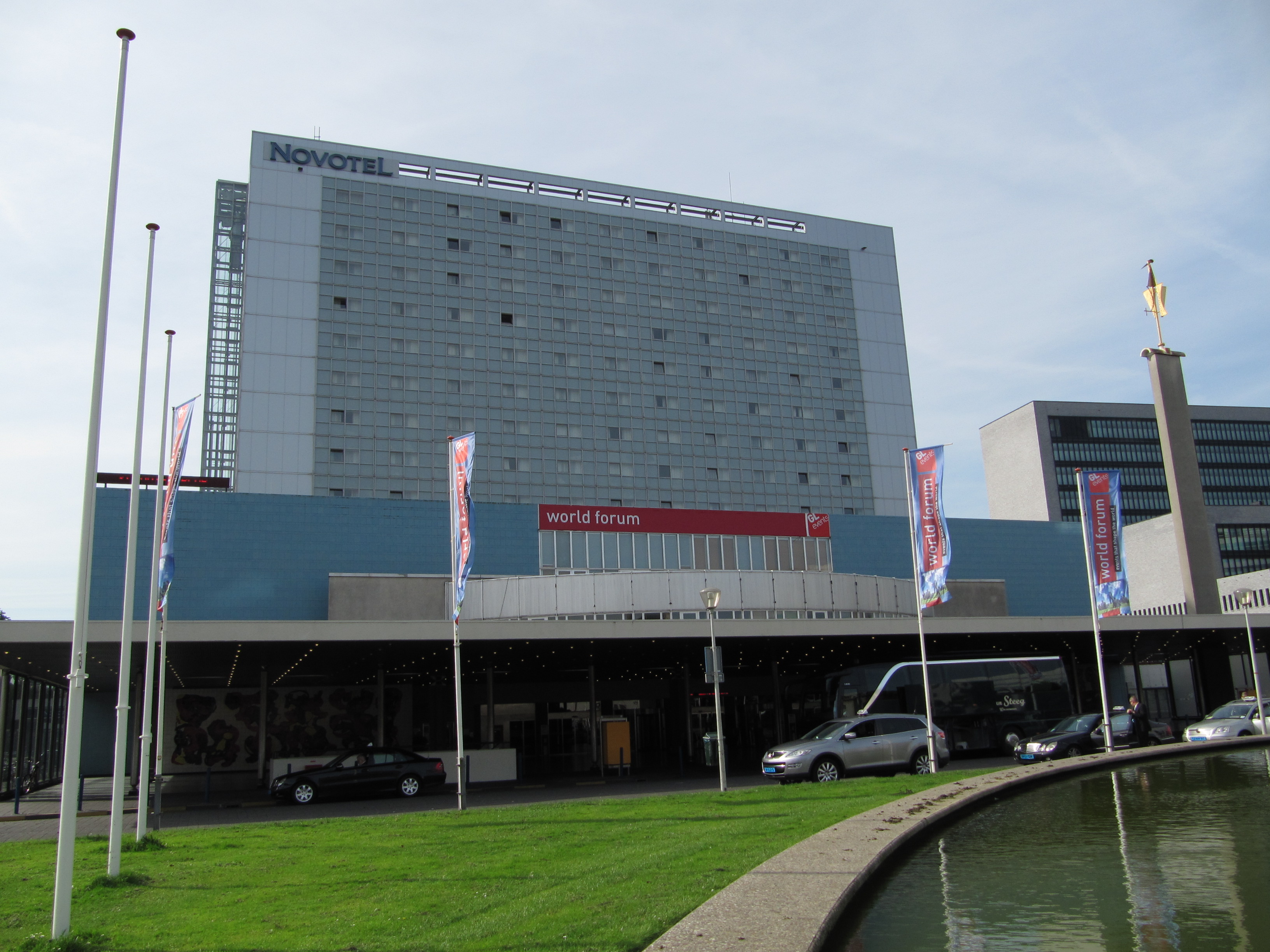
World Forum, La Haya.

El Centro de Congresos de los Países Bajos (en neerlandés Nederlands Congrescentrum), conocido en la actualidad como World Forum Convention Centre (Centro de Convenciones Foro Mundial) es un gran edificio multiusos donde se organizan reuniones de todo tipo, tales como conferencias, festivales, conciertos, recepciones, exposiciones y conferencias de prensa.
El edificio está situado en la ciudad de La Haya, Países Bajos al norte del distrito Zorgvliet y cerca del Tribunal Penal Internacional para la ex Yugoslavia (TPIY).
El Edificio fue diseñado en 1956 por el arquitecto funcionalista Jacobus Johannes Pieter Oud, este murió en 1963, mientras el edificio estaba siendo construido. El encargado de terminar el proyecto fue su hijo Emile Henry.	

## Edificio

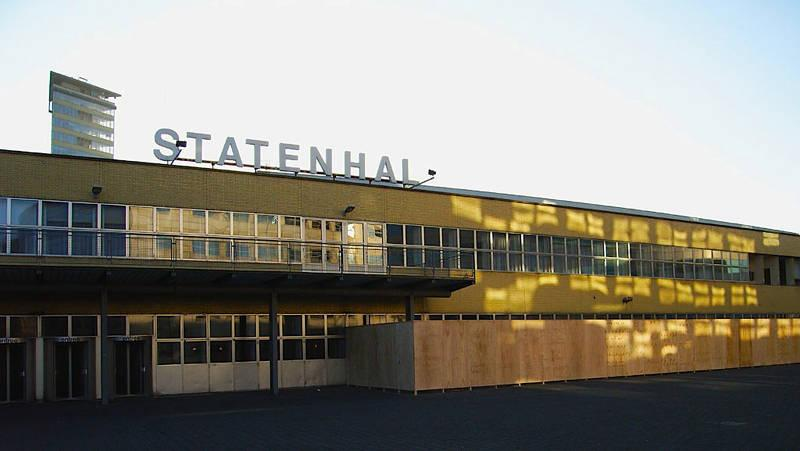
La sala Statenhal en enero de 2006, antes de ser derruida.

El Centro de Congresos de los Países Bajos era uno de los edificios más modernos en los años 60. La pared exterior junto a la entrada está decorada con una obra de arte de cerámica del neerlandés Karel Appel.
El artista Máximo Raedecker realizó entre 1969 y 1970 cuatro murales situados en varias salas del edificio. En 1992, el centro sufrió un proceso de renovación debido a diversas pintadas en sus paredes y por el robo de varias obras de arte.
En 2006, parte del centro, incluido el Statenhal, fue demolido para hacer sitio al edificio Europol. Muchos conciertos y festivales se celebraron en esta sala, como el Festival anual de Jazz del Mar del Norte, y los Festivales de la Canción de Eurovisión de 1976 y 1980.

## Nombre
El edificio está completamente renovado desde 2007 y, además de la apariencia, el nombre también ha cambiado. Desde entonces el edificio es conocido como Foro Mundial. El edificio está en parte ocupado por el Tribunal Penal Internacional para la ex Yugoslavia (TPIY) y la Organización para la Prohibición de las Armas Químicas (OPAQ). Esto crea un espacio y vínculos funcionales entre las diversas instituciones en el ámbito de la cultura, el derecho internacional, la administración, el Congreso y la función.

## Eventos destacados
- El 3 de abril de 1976 se celebró la XXI edición del Festival de la Canción de Eurovisión, presentado por Corry Brokken. Esta sede se debió a que un año antes ganó el festival el grupo neerlandés Teach-In con la canción Ding-a-Dong. El organismo de radiodifusión neerlandés tuvo el honor de organizar el festival. El ganador de la edición de 1976 fue el grupo británico Brotherhood of man con la canción Save your kisses for me.
- El 19 de abril de 1980 se celebró por segunda vez el Festival de la Canción de Eurovisión, esta sería su XXV Edición, la presentadora general del evento fue Marlous Fluitsma ya que cada país llevaba un presentador para que este lo hiciese en su idioma. En esta ocasión el ganador sería el irlandés Johnny Logan con el tema "What's Another Year ?".
- El 14 de noviembre de 1978 la banda holandesa Finch dio su último concierto.